# Nederweert (plaats)

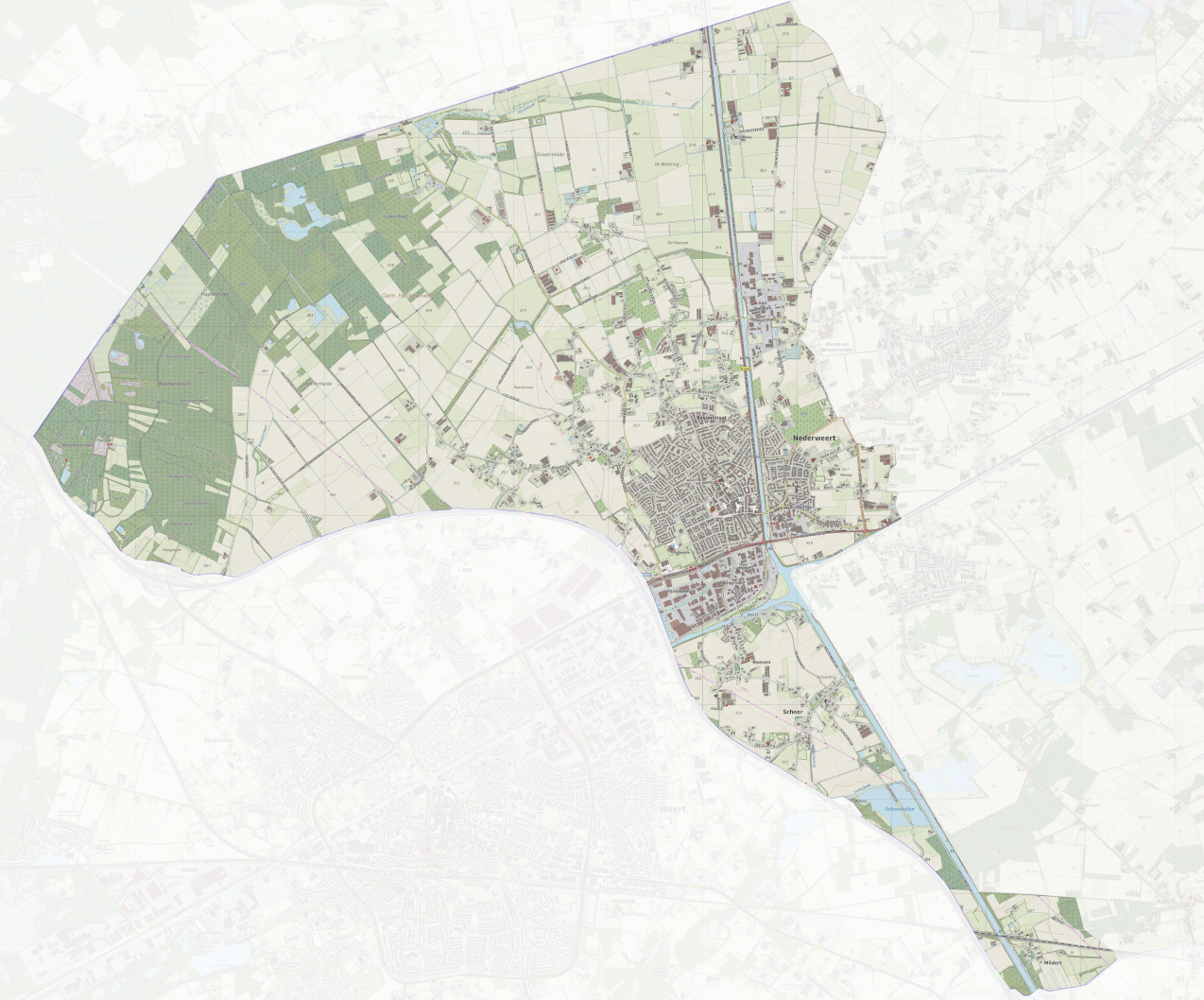
Kaart van Nederweert, inclusief Budschop (2022)

Nederweert (Limburgs: Ni-jwieërt) is een dorp in en de hoofdplaats van de gelijknamige Nederlandse gemeente Nederweert.

## Etymologie
Nederweert heette oorspronkelijk Merefelt, hetgeen zou betekenen 'te midden van meren'. Later werd het 'Weert van den nedersten eynde'.  Van daaruit ontstond 'Nederweert', in verhouding tot (Over)weert (oftewel Weert).

## Geschiedenis
Nederweert was oorspronkelijk één geheel met de schepenbank van Weert.
Na de Vrede van Münster in 1648 bleef Nederweert bij het Spaanse rijk. In 1703, tijdens de Spaanse Successieoorlog, werd de heerlijkheid door de Republiek der Zeven Verenigde Nederlanden in bezit genomen. Bij de Vrede van Utrecht in 1713 werd Nederweert toegekend aan de Oostenrijkse Nederlanden. Na de Franse Revolutie werden de Oostenrijkse Nederlanden in 1794 veroverd door de Eerste Franse Republiek. Eén jaar later werd de heerlijkheid Nederweert als bestuurlijke eenheid afgeschaft en vervangen door de gemeente Nederweert. Deze gemeente werd ingedeeld bij het nieuwe Franse departement Nedermaas. Aan het begin van de negentiende eeuw telde de gemeente Nederweert 3688 inwoners. Na de val van de Franse keizer Napoleon Bonaparte werd de gemeente in 1815 ingedeeld bij Limburg, een provincie in het Verenigd Koninkrijk der Nederlanden.
Tijdens de Belgische Revolutie in 1830 koos Nederweert de kant van België. Toch werd de gemeente in 1839, na de erkenning van België door de Nederlandse koning Willem I, ingedeeld bij Nederland. Dit gebeurde onder veel protest van de inwoners. In de 19e eeuw werd om de wateroverlast in het gebied te beteugelen het waterschap Het Land van Weert opgericht.
Het dorp liep oorlogsschade op tijdens de Tweede Wereldoorlog. Op 21 september 1944 werd Nederweert bevrijd, maar tot 14 november lag de frontlinie langs de Zuid-Willemsvaart en het Kanaal Wessem-Nederweert.
In de tweede helft van de twintigste eeuw nam de bevolking in snel tempo toe, mede door de bouw van nieuwe woonwijken bij Nederweert en de wijk Budschop.
In 2013 is Nederweert uitgeroepen tot groenste dorp van Zuid-Nederland.

## Bekende personen geboren in Nederweert
- Marie Kessels (1954), schrijfster en dichteres
- Aaron Bastiaans (2002), voetballer

## Bezienswaardigheden
- Sint-Lambertuskerk, met opvallende toren.
- Neogotische kerkhofkapel uit 1892, door Johannes Kayser.
- Oude pastorie, aan Schoolstraat 5, uit 1883, door Johannes Kayser.
- Mariakapel aan de Booldersdijk
- Heilig Hartbeeld, uit 1920.
- Voormalig raadhuis, aan Kerkstraat 65, uit 1921, door Louis Kooken.

Het centrum van Nederweert is aantrekkelijk, er zijn enkele oude woonhuizen te vinden:
- Kerkstraat 56, uit 1659.
- Kerkstraat 64, vermoedelijk uit 1672, met gezwenkte gevel uit 1700, vernieuwd in 1905.
- Kerkstraat 41, met jugendstil-kenmerken.

Zie verder de buurtschappen Roeven, Schoor, Strateris, Boeket voor enkele andere bijzonderheden.

## Natuur en landschap
Nederweert ligt aan een kruising van kanalen. De Zuid-Willemsvaart komt vanuit het noorden en maakt ter plaatse een knik in zuidwestelijke richting. Daartegenover loopt de Noordervaart naar Beringe. In zuidoostelijke richting loopt het Kanaal Wessem-Nederweert. Bij deze kanalen zijn een aantal sluizen, bruggen en kazematten te vinden.
Nederweert zelf is op een (maximale) hoogte van ongeveer 33 meter boven NAP gelegen. Het dorp wordt van de oostelijk gelegen kern Budschop en eveneens van de zuidelijk gelegen buurtschappen Roeven en Schoor gescheiden door de Zuid-Willemsvaart. In noordwestelijke richting ligt een landbouwgebied met de buurtschappen Boeket en Strateris, dan volgt een grootschaliger landbouwgebied, en verder nog in deze richting ligt het Weerterbos, een groot natuurgebied met vochtig tot droog gemengd bos.

## Nabijgelegen kernen
- Laar, Someren-Eind, Budschop, Weert

| Maarheeze (Hugten) |                 | Someren-Heide  | Someren-Eind | Ospel               |
|                    |                 |                |              |                     |
| Weert (Boshoven)   | Nederweert-Eind |                |              |                     |
| Laar               |                 |                |              |                     |
| Weert (Leuken)     |                 | Swartbroek Ell |              | Leveroy Kelpen-Oler |

Dorpen: Budschop · Leveroy · Nederweert · Nederweert-Eind · Ospel · Ospeldijk

Buurtschappen en gehuchten: Boeket · Bosserstraat · De Nieuwe Hoeven · Horick · Horickheide · Hulsen · Klaarstraat · Kreijel · Mildert · Nieuw- en Winnerstraat · Roeven · Schoor · Strateris · Waatskamp

Limburg: Steden en dorpen      Nederland: Provincies · Gemeenten